# Schœneck
Schœneck (fràncic lorenès Schënek) és un municipi francès situat al departament del Mosel·la i a la regió del Gran Est. L'any 2007 tenia 2.743 habitants.

## Demografia

### Població
El 2007 la població de fet de Schœneck era de 2.743 persones. Hi havia 1.108 famílies, de les quals 260 eren unipersonals (140 homes vivint sols i 120 dones vivint soles), 392 parelles sense fills, 396 parelles amb fills i 60 famílies monoparentals amb fills.
La població ha evolucionat segons el següent gràfic:
Habitants censats

### Habitatges
El 2007 hi havia 1.157 habitatges, 1.120 eren l'habitatge principal de la família, 1 era una segona residència i 36 estaven desocupats. 842 eren cases i 310 eren apartaments. Dels 1.120 habitatges principals, 838 estaven ocupats pels seus propietaris, 242 estaven llogats i ocupats pels llogaters i 40 estaven cedits a títol gratuït; 5 tenien una cambra, 62 en tenien dues, 168 en tenien tres, 268 en tenien quatre i 617 en tenien cinc o més. 973 habitatges disposaven pel capbaix d'una plaça de pàrquing. A 481 habitatges hi havia un automòbil i a 542 n'hi havia dos o més.

### Piràmide de població
La piràmide de població per edats i sexe el 2009 era:
| Homes | Edats   | Dones |
| ----- | ------- | ----- |
| 0     | 95 o +  | 0     |
| 4     | 90 a 94 | 12    |
| 4     | 85 a 89 | 16    |
| 0     | 80 a 84 | 4     |
| 36    | 75 a 79 | 48    |
| 52    | 70 a 74 | 56    |
| 52    | 65 a 69 | 76    |
| 52    | 60 a 64 | 68    |
| 72    | 55 a 59 | 76    |
| 84    | 50 a 54 | 92    |
| 128   | 45 a 49 | 104   |
| 136   | 40 a 44 | 140   |
| 144   | 35 a 39 | 180   |
| 120   | 30 a 34 | 76    |
| 60    | 25 a 29 | 60    |
| 68    | 20 a 24 | 48    |
| 56    | 15 a 19 | 96    |
| 140   | 10 a 14 | 124   |
| 76    | 5 a 9   | 60    |
| 56    | 0 a 4   | 40    |

## Economia
El 2007 la població en edat de treballar era de 1.935 persones, 1.327 eren actives i 608 eren inactives. De les 1.327 persones actives 1.194 estaven ocupades (653 homes i 541 dones) i 132 estaven aturades (62 homes i 70 dones). De les 608 persones inactives 204 estaven jubilades, 176 estaven estudiant i 228 estaven classificades com a «altres inactius».

### Ingressos
El 2009 a Schœneck hi havia 1.134 unitats fiscals que integraven 2.765,5 persones, la mediana anual d'ingressos fiscals per persona era de 18.742 €.

### Activitats econòmiques
Dels 70 establiments que hi havia el 2007, 3 eren d'empreses extractives, 4 d'empreses alimentàries, 2 d'empreses de fabricació de material elèctric, 5 d'empreses de fabricació d'altres productes industrials, 12 d'empreses de construcció, 12 d'empreses de comerç i reparació d'automòbils, 3 d'empreses de transport, 2 d'empreses d'hostatgeria i restauració, 1 d'una empresa financera, 2 d'empreses immobiliàries, 8 d'empreses de serveis, 9 d'entitats de l'administració pública i 7 d'empreses classificades com a «altres activitats de serveis».
Dels 20 establiments de servei als particulars que hi havia el 2009, 1 era una oficina bancària, 2 tallers de reparació d'automòbils i de material agrícola, 3 paletes, 1 guixaire pintor, 1 fusteria, 4 lampisteries, 1 electricista, 1 empresa de construcció, 3 perruqueries i 3 salons de bellesa.
Els 2 establiments comercials que hi havia el 2009 eren fleques.

## Equipaments sanitaris i escolars
El 2009 hi havia 2 centres de salut i 1 ambulància.
El 2009 hi havia 2 escoles maternals i 1 escola elemental. Schœneck disposava d'un liceu d'ensenyament general amb 529 alumnes.

## Poblacions més properes
El següent diagrama mostra les poblacions més properes.